# سمرمر

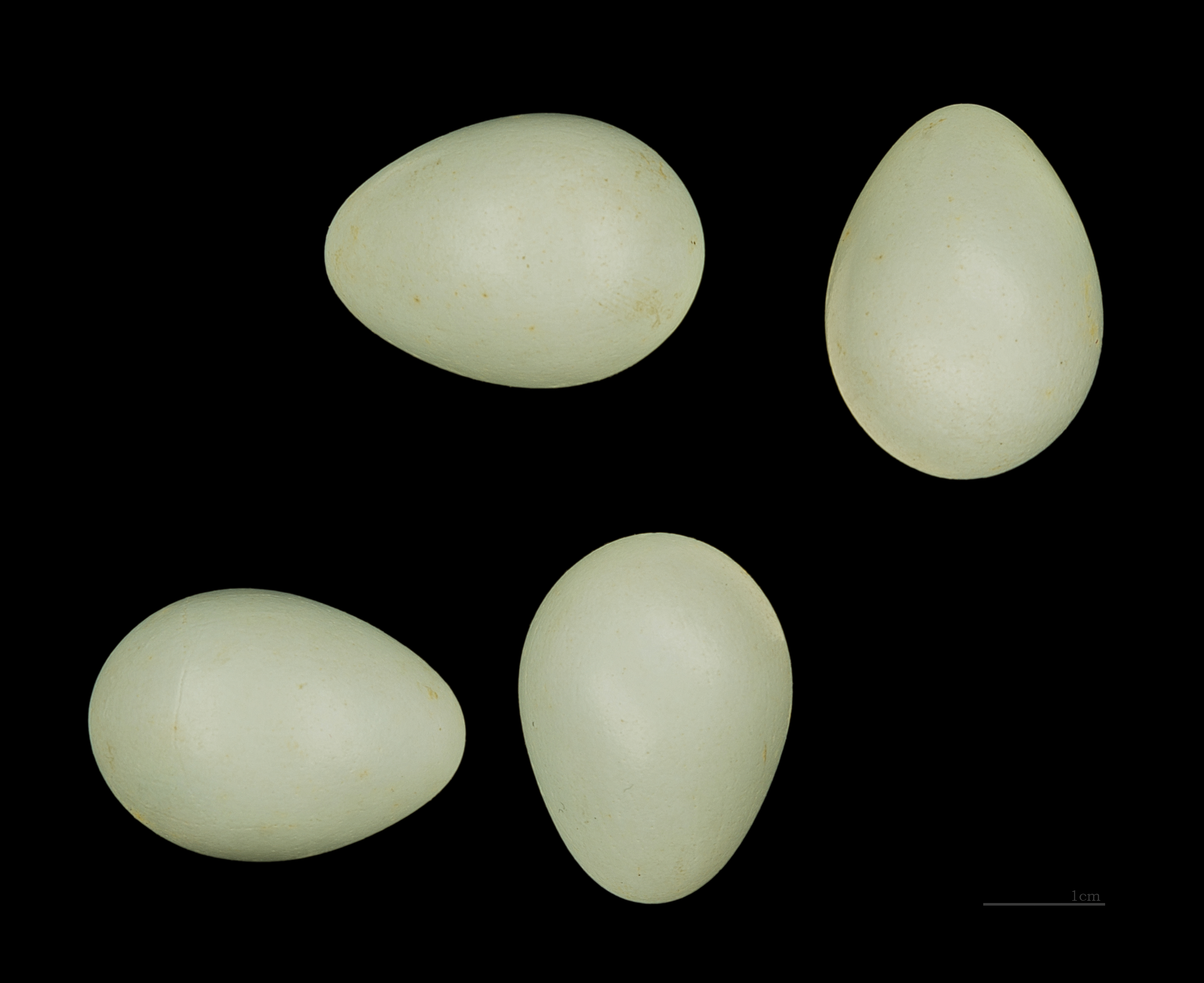
بيض السمرمر

السَّمَرْمَر أو السَّمَرْمَد أو أو باذنجان أو سلكوت أو سفرمادي وَ صَفَر مادي (أي طائر مادي وتعني جبال الأهواز عند الأرميين) (الاسم العلمي: Sturnus  roseus) (بالإنجليزية: Rosy  Starling)‏ هو طائر ينتمي إلى زرزور (فصيلة: Sturnidae). طائر قنبراني وحيد جنسه، رأسه وطرته وعنقه وجناحاه وزمكاه إلى السوادِ الأزرقِ المُوَاج. سائر ريشه أحمر وردي. منقاره ورجلاه إلى الزرقة. موطنه البلاد الحارة يجوبها في طلب المصيف والمشتى. قوته الجراد والجنادب والقبابيط.